# Бешам, Антуан
Антуан Бешам (фр. Pierre Jacques Antoine Béchamp; 1816—1908) — французский биолог, магистр фармации, доктор медицинских наук, профессор медицинской химии и фармации на факультете медицины в Монпелье, профессор физики и профессор химии и токсикологии в Школе фармации в Страсбурге, член Императорской Академии медицины Франции и Парижа фармацевтического общества, кавалер французского Ордена Почётного легиона.

## Биография
Антуан Бешам родился 16 октября 1816 года во французском департаменте Мозель региона Лотарингия в коммуне Басен. Детство провел в Валахии и возвратился во Францию уже будучи совершеннолетним. Довольно продолжительное время работал аптекарем в Страсбурге, но затем вернулся к научной деятельности.
В 1853 году успешно окончил Страсбургский университет.
Изучал личинок и паразитов. Профессор университетов в Монпелье (1857—1875), Нанси (1875—1876) и Лилле (1876—1886).
В своих взглядах Бешан придерживался виталистического направления и являлся противником бактериологической теории.

## Избранная библиография
- «Leçons sur la fermentation vineuse et sur la fabrication du vin» (Монпелье, 1863);
- «Microzymas et microbes. Théorie générale de la nutrition et origine des ferments» (Париж, 1866);
- «De la circulation du carbone dans la nature et des intermédiaires de cette circulation» (Монпелье, 1868);
- «Les microzymas dans leurs rapports avec les fermentations et la physiologie» (1875)[1].